# العملية التي لا تخطر على بال

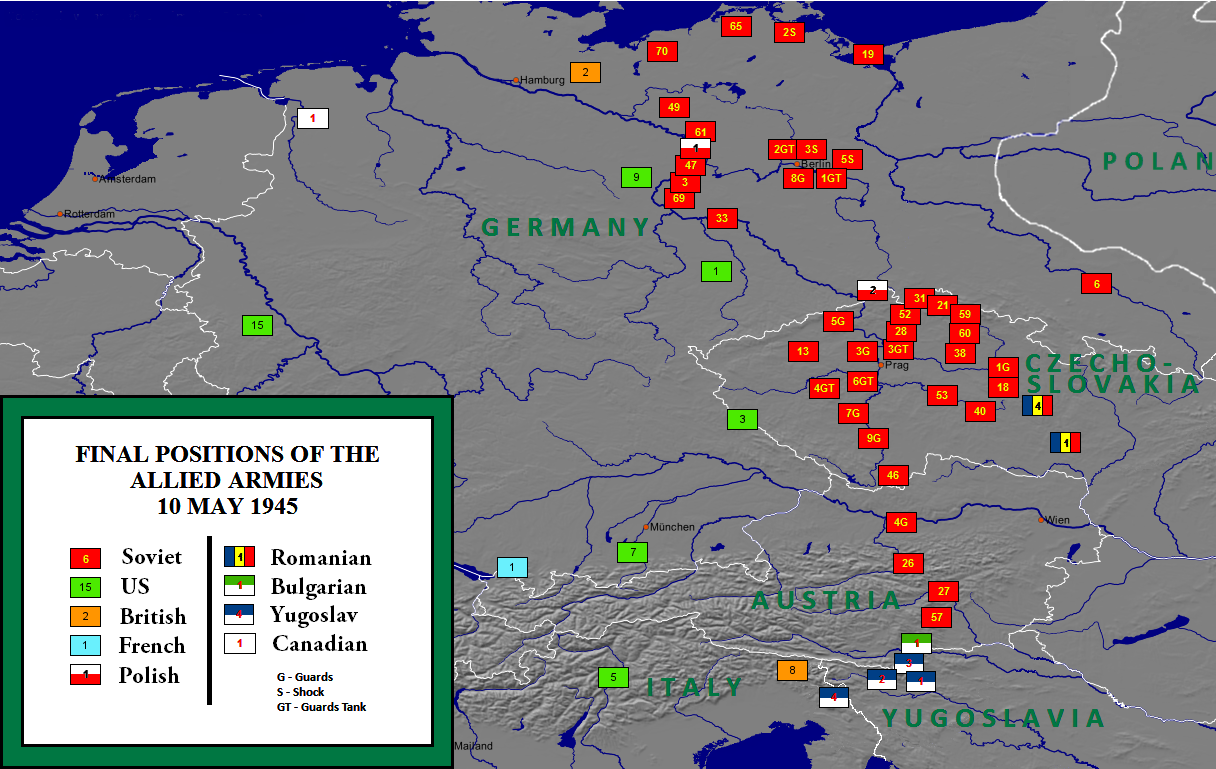

العملية التي لا تخطر على بال (بالإنجليزية: Operation Unthinkable)‏ هو الاسم الذي أطلق على الخطة البريطانية للهجوم على الاتحاد السوفيتي خلال فترة نهاية الحرب العالمية الثانية في أوروبا. حيث وضعت الخطة بناءً على أوامر رئيس الوزراء البريطاني وقتها وينستون تشرشل عام 1945.